# Oxyothespis flavipennis
Oxyothespis flavipennis är en bönsyrseart som beskrevs av Lucien Chopard 1941. Oxyothespis flavipennis ingår i släktet Oxyothespis och familjen Mantidae. Inga underarter finns listade i Catalogue of Life.